# Kistdrager
Een drager ook wel kistdrager genoemd is iemand, die bij een uitvaartplechtigheid met een paar andere dragers  een ceremoniële taak vervult door de kist, met daarin de overledene, mee te helpen dragen of te begeleiden. Dragers worden bij deze taak aangestuurd door een uitvaartleider.
In letterlijke zin kan de kist met de daarvoor bestemde draagbeugels op heuphoogte gedragen worden of op de schouders gedragen worden door zes of acht personen. Hierbij dienen, vanwege het gewicht van een kist, de dragers fysiek sterk te zijn. Het is echter meer gebruikelijk, dat dragers, meestal vier naast een rijdende draagbaar lopen. Dit vereist vanzelfsprekend weinig fysieke kracht.
Doorgaans komen dragers in actie, na aankomst van de rouwauto bij een kerk, of de locatie waar de plechtigheid plaatsvindt. Zij nemen de kist uit de rouwauto, en begeleiden de overledene tot aan de aanvang van de uitvaartplechtigheid. Ook aan het einde van de plechtigheid bij het verlaten van het gebouw wordt de kist door hen begeleidt. Als er een begrafenis volgt zullen dragers de kist begeleiden vanaf de ingang bij de begraafplaats tot aan het graf. Zij zetten op aangeven van de uitvaartleider de doodskist dan op het graf, en laten de kist dalen. Indien er op de uitvaartplechtigheid een crematie zijn er meestal geen kistdragers meer nodig.
Verschillende soorten dragersgroepen. 
- Vaak komen de dragers uit de privésfeer van de overledene familie, vrienden, clubleden etc.
- Indien de overledene een (oud)militair of (oud)politieagent is geweest, dan zal er een begrafenis met militaire eer zijn, waarbij de dragersgroep bestaat uit collega's.
- De dragersgroep kan bestaan uit studenten, die dit als bijbaan hebben via een uitzendbureau.
- Dragers kunnen in dienst zijn van de begrafenisondernemer, en ontvangen hiervoor een geringe vergoeding. Deze groepen kunnen divers van samenstelling zijn.
- Dragers kunnen ook lid zijn van een dragersvereniging. Dit zijn parochianen of gemeenteleden, die ingezet worden door een kerkbestuur, en deze taak vrijwillig doen. Van oudsher zijn dit alleen heren, die vaak ook op leeftijd zijn.
Dragers, die hiervoor een vergoeding ontvangen dienen eenheid van kleding te hebben, een serieuze houding uit te stralen en er verzorgd uit te zien.  Het onderling communiceren gaat vaak met weinig woorden en kleine gebaren. In de regel hebben zij ter ondersteuning van de uitvaartleider ook een assisterende rol bij de plechtigheid zoals, gastheer/gastvrouw zijn, parkeerplaatsen vrij houden, het formeren van een rouwstoet en het zorg dragen voor bloemstukken.
Trivia
Kistdragers werden in het verleden ook wel zwarte kraaien genoemd.

## Zie ook

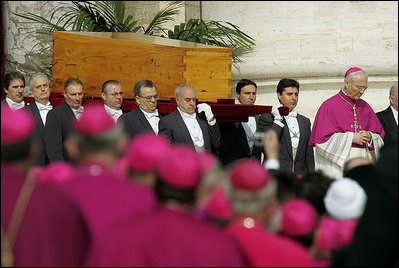
kist wordt op schouders gedragen, Uitvaart Paus Johannes Paulus II
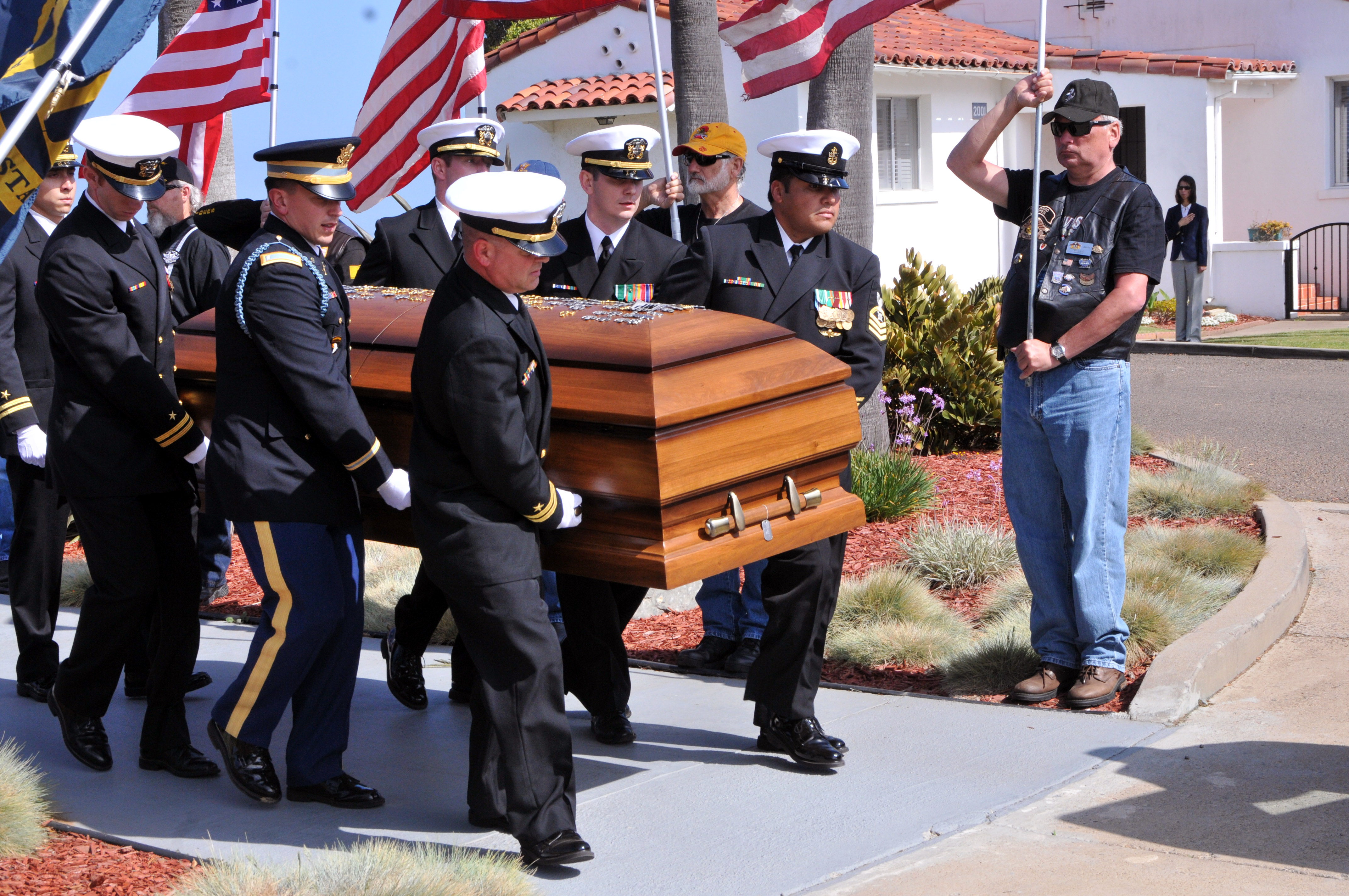
De kist wordt gedragen bij een militaire uitvaart.
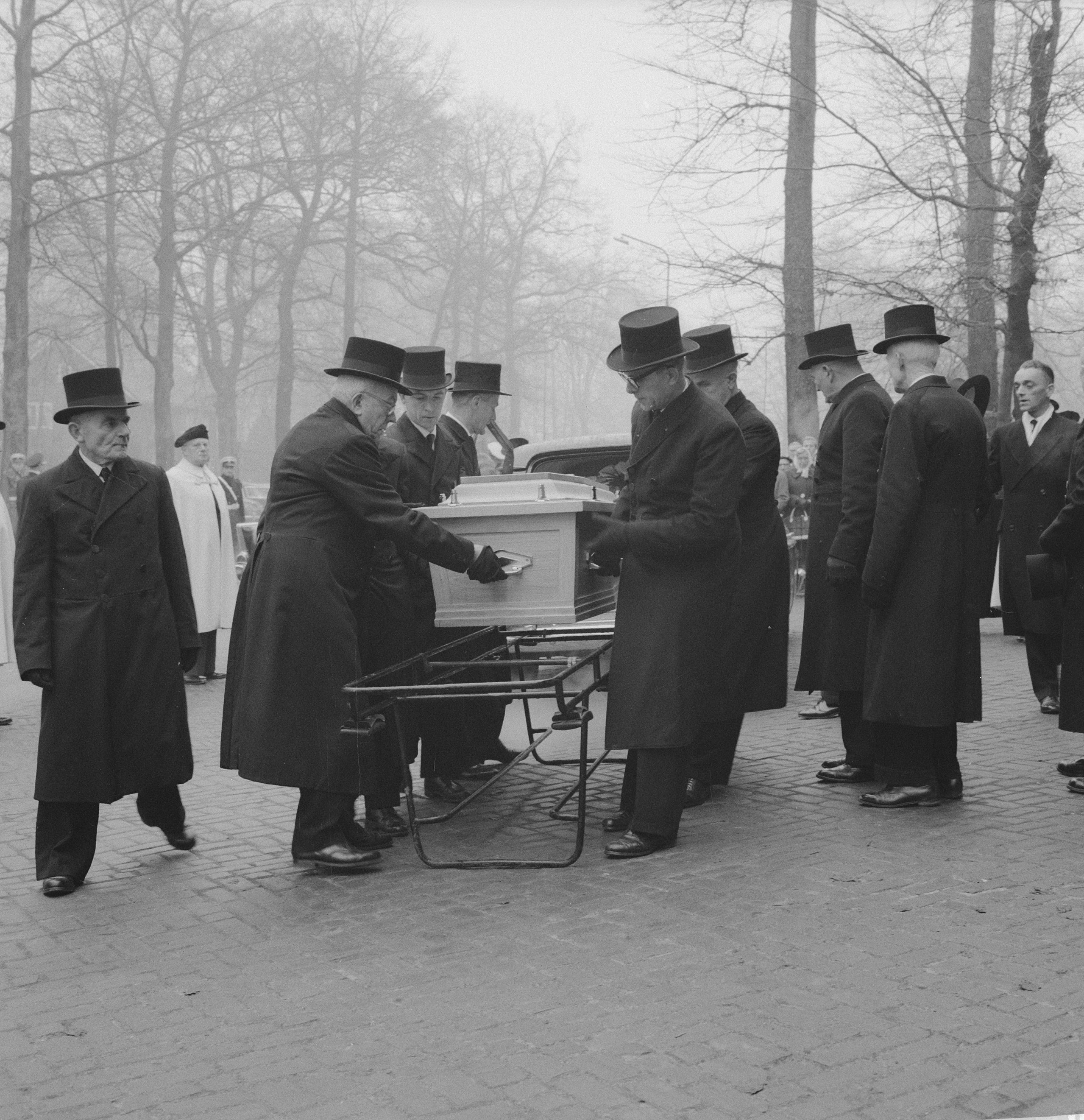
De 'zwarte kraaien' aan het werk. Zeist 1962